# Аріфарн
Аріфарн (грец. Ἀριφάρνης) — династ сіраків, відомий нам виключно з повідомлень Діодора Сицилійського, в яких описано перебіг подій династичної війни на  Боспорі у 310—309 рр. до н. е.
У цій війні Аріафарн підтримував заколотника Евмела. Під час генеральної битви на р. Фат скіфо-боспорське військо, очолюване царем Сатиром ІІ, вщент розбило військо заколотника Евмела, яке переважно складалося з найманців — сіраків, очолюваних Аріфарном.
Написано декілька праць, присв'ячених битві на р. Фат між арміями Сатіра та Евмела.